# Selfridges
Selfridges, também conhecida como Selfridge & Co., é uma cadeia de lojas de departamento no Reino Unido fundada por Harry Gordon Selfridge. A loja original abriu na Oxford Street em Londres em 15 de março de 1909 e era, na altura, a segunda maior loja do Reino Unido (depois do Harrods).
Nos anos 1940, as lojas de província mais pequenas do grupo foram vendias à John Lewis Partnership e, em 1951, a loja original na Oxford Street foi vendida à cadeia de lojas de departamento Lewis. Na década seguinte, em 1965, tanto a Selfridges como a John Lewis foram adquiridas pelo Sears Group de Charles Clore. O Sears Group expandiu a Selfridges ao abrir filiais em Manchester e em Birmingham. Em 2003, o empresário canadiano Galen Weston adquiriu a cadeia de lojas da Selfridges por 598 milhões de libras.
Os primeiros anos da loja foram dramatizados na série Mr Selfridge.

## História
A história de sucesso do Selfridge's deve-se, em grande parte, ao marketing inovador e implacável que foi empregado principalmente na loja original de Oxford Street. Sendo de origem americana, Harry Gordon Selfridge tentou desmistificar a ideia de que o consumismo era um fenómeno exclusivamente americano. Ele tentou fazer o acto de fazer compras algo divertido e uma forma de lazer e não apenas uma tarefa, o que o levou a transformar a loja de departamento num marco social e cultural que fornecia um espaço público onde as mulheres podiam estar confortáveis e tratar delas próprias. Para enfatizar a importância da criação de um ambiente acolhedor, Selfridge colocou a mercadoria à vista dos clientes para que estes a pudessem avaliar com os seus próprios olhos, mudou o balcão de perfumes (que dava grandes lucros) para a entrada da loja e criou políticas que tornavam as compras mais seguras e fáceis para o cliente. Estas técnicas foram adotadas por uma grande parte das lojas de departamento modernas um pouco por todo o mundo.
A origem da frase "o cliente tem sempre razão" é atribuída a Selfridge ou à loja de departamentos onde este trabalhou durante 25 anos, a Marshall Field em Chicago e a Selfridges utilizava-a frequentemente nas suas campanhas publicitárias.
Selfridge, que se interessava pela educação e temas científicos, organizou várias exposições na sua loja uma vez que acreditava que estas eram uma forma de atrair novos clientes e constituíam um bom investimento a longo prazo.

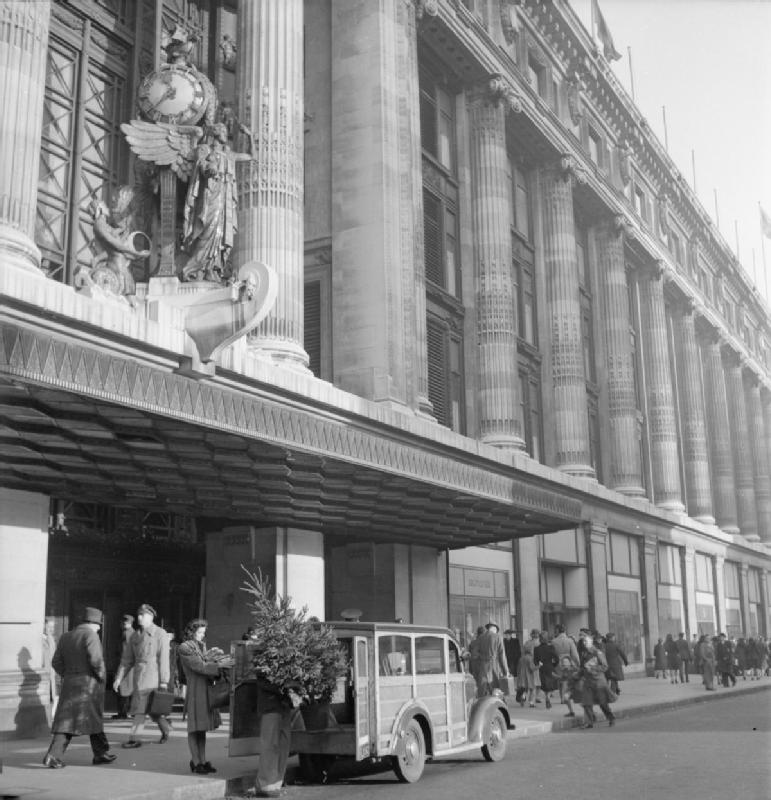
A Selfridges de Oxford Street durante a época de Natal de 1944

Em 1909, após a primeira travessia num avião do Canal da Mancha, o monoplano utilizado por Louis Blériot foi exibido na Selfridges e visto por 12 000 pessoas. John Logie Baird utilizou também a loja para fazer a primeira demonstração pública de imagens em movimento através da televisão entre 1 e 27 de abril de 1925.
Nas décadas de 1920 e 1930, o telhado da loja tinha jardins, cafés, um campo de mini-golfe e um clube de tiro exclusivamente feminino. O telhado, com as suas vistas espetculares de Londres, foi um local popular de passeio e foi utilizado em diversas ocasiões para desfiles de moda. Durante a Segunda Guerra Mundial, a loja foi bombardeada, mas sofreu poucos danos. No entanto, os jardins foram destruídos e só voltariam a abrir ao público em 2009.
Em 1932 foi instalado um sismógrafo Mine-Shaw no terceiro andar da loja de Oxford Street. Este foi colocado num dos principais pilares do edifício e aí permaneceu despercebido ao movimento do público. Em 11 de junho de 1938 conseguiu registar um terremoto na Bélgica que também foi sentido em Londres. Em 1947 o aparelho foi doado ao British Museum. Em 1943, a loja acolheu na sua cave o enorme aparelho SIGSALY que servia para proteger as comunicações entre oficiais britânicos e norte-americanos (com destque para Winston Churchill e Franklin D. Roosevelt) durante a Segunda Guerra Mundial. O aparelho estava ligado aos escritórios do Gabinete de Guerra que ficava a cerca de 1,5 km da loja.

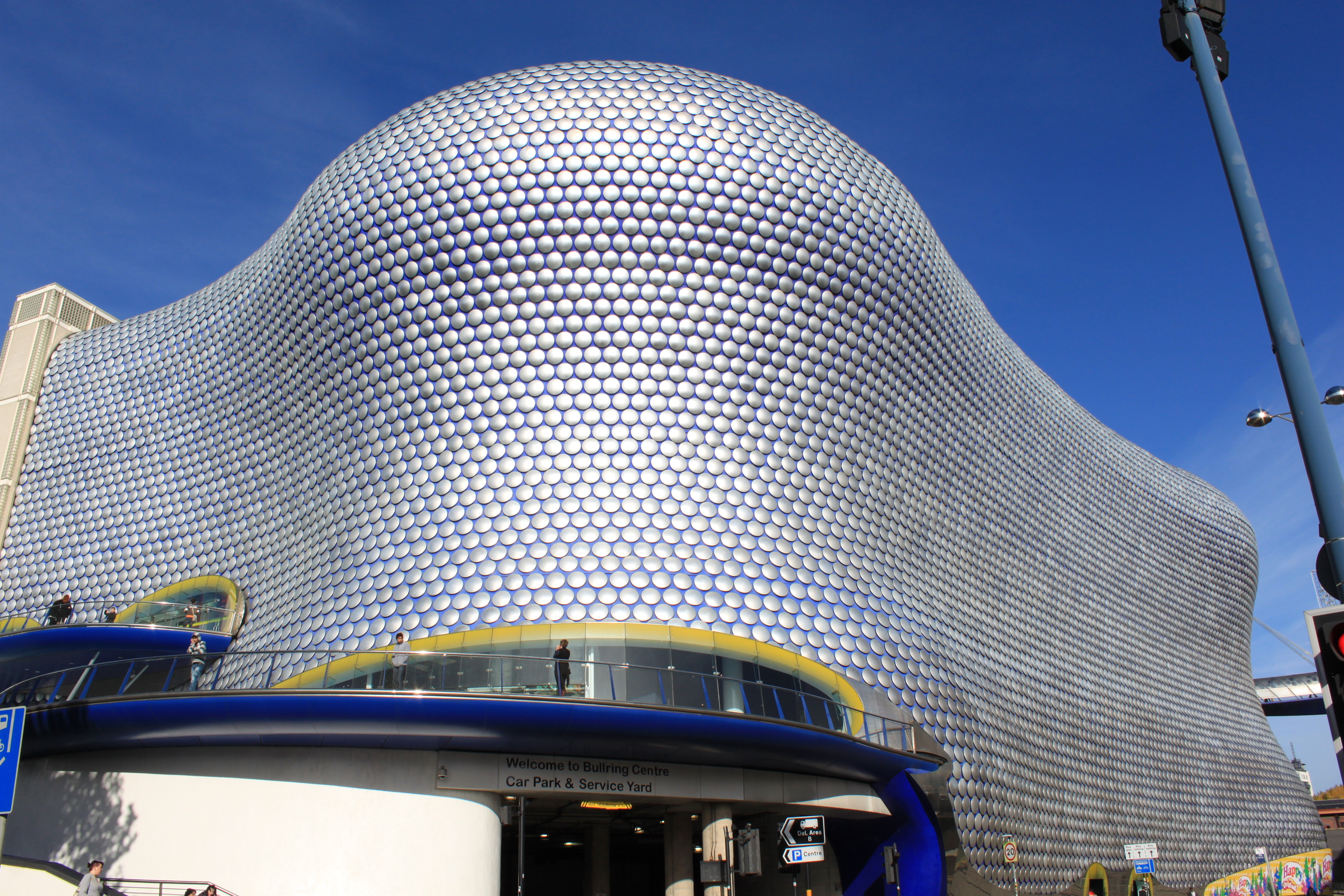
Loja da Selfridges em Birmingham

Em 1926, a Selfridges criou a empresa Selfridge Provincial Stores para gerir as dezasseis lojas filiais que tinha aberto ao longo dos anos. No entanto, todas estas lojas foram vendidas à John Lewis Partnership em 1940. Em 1951, a cadeia de loja de departamentos Lewis comprou a loja de Oxford Street e geriu-a até o Sears Group adquirir todas as lojas em 1965. Sob a gestão do Sears Group, a Selfridges expandiu-se para Ilford e Oxford, mas estas lojas mudaram de nome para Lewis em 1986. Em 1990, a Sears Holding separou a Selfridges da Lewis e fez da Lewis a gestora principal um ano depois. Em março de 1998, a marca Selfridge alcançou a sua posição atual no mercado com a abertura da sua loja no Manchester Trafford Centre e a saída do grupo Sears.
Após o sucesso da sua loja em Manchester, a Selfridges anunciou a abertura de mais uma loja na cidade em Exchange Square. Esta loja abriu em 2002 e em 2003 foi inaugurada mais uma loja, desta vez em Birmingham.
Em 2003, o canadiano Galen Weston adquriu a cadeia de lojas Selfridges por 598 milhões de libras e juntou-se ao Selfridges Group que também é dono da Brown Thomas na Irlanda, da Holt Renfrew no Canadá e da Bijenkorf na Holanda. Weston é um especialista em varejo que também é dono de uma das maiores cadeias de hipermercados do Canadá e preferiu renovar a loja de Oxford Street em vez de abrir novas lojas.
Em outubro de 2009, a Selfridges reabriu os famosos jardins e inaugurou o restaurante Forrest on the Roof. Em julho de 2011, a Truvia, uma marca de adoçante, criou um lago verde com barcos que inclui uma cascata, um bar de cocktails e uma floresta com estévias.